# Episodi di The Walking Dead (nona stagione)
La nona stagione della serie televisiva The Walking Dead, composta da sedici episodi, è stata trasmessa in prima visione negli Stati Uniti d'America dall'emittente AMC dal 7 ottobre 2018 al 31 marzo 2019.
In Italia la stagione è andata in onda in prima visione satellitare su Fox, canale a pagamento della piattaforma Sky, dall'8 ottobre 2018 al 1º aprile 2019, proposta il giorno seguente la messa in onda originale. Il primo episodio è stato trasmesso in lingua originale sottotitolato in italiano l'8 ottobre 2018, in simulcast con AMC.
| nº | Titolo originale | Titolo italiano                | Prima TV USA     | Prima TV Italia  |
| -- | ---------------- | ------------------------------ | ---------------- | ---------------- |
| 1  | A New Beginning  | Un nuovo inizio                | 7 ottobre 2018   | 8 ottobre 2018   |
| 2  | The Bridge       | Il ponte                       | 14 ottobre 2018  | 15 ottobre 2018  |
| 3  | Warning Signs    | Segnali d'allarme              | 21 ottobre 2018  | 22 ottobre 2018  |
| 4  | The Obliged      | Obbligati                      | 28 ottobre 2018  | 29 ottobre 2018  |
| 5  | What Comes After | Cosa c'è dopo                  | 4 novembre 2018  | 5 novembre 2018  |
| 6  | Who Are You Now? | Chi sei adesso?                | 11 novembre 2018 | 12 novembre 2018 |
| 7  | Stradivarius     | Stradivari                     | 18 novembre 2018 | 19 novembre 2018 |
| 8  | Evolution        | Sussurri                       | 25 novembre 2018 | 26 novembre 2018 |
| 9  | Adaptation       | Adattarsi                      | 10 febbraio 2019 | 11 febbraio 2019 |
| 10 | Omega            | Omega                          | 17 febbraio 2019 | 18 febbraio 2019 |
| 11 | Bounty           | Ricompensa                     | 24 febbraio 2019 | 25 febbraio 2019 |
| 12 | Guardians        | Guardiani                      | 3 marzo 2019     | 4 marzo 2019     |
| 13 | Chokepoint       | Punto di sbarramento           | 10 marzo 2019    | 11 marzo 2019    |
| 14 | Scars            | Cicatrici                      | 17 marzo 2019    | 18 marzo 2019    |
| 15 | The Calm Before  | La quiete prima della tempesta | 24 marzo 2019    | 25 marzo 2019    |
| 16 | The Storm        | La tempesta                    | 31 marzo 2019    | 1º aprile 2019   |

## Un nuovo inizio
- Titolo originale: A New Beginning
- Diretto da: Greg Nicotero
- Scritto da: Angela Kang

### Trama
È trascorso un anno e mezzo dalla fine della guerra contro i Salvatori e le persone delle comunità vivono ora pacificamente. Rick e il gruppo si recano nel museo Smithsonian per cercare semi e attrezzature agricole da donare al Santuario e permettere ai Salvatori di creare un'economia autosufficiente. Ezekiel rischia di essere morso dai vaganti e sulla strada del ritorno, provato dall'esperienza, chiede a Carol di sposarlo, ma la donna rifiuta non sentendosi pronta. Il gruppo viene attaccato da alcuni vaganti e Ken, un ragazzo di Hilltop, viene morso, colpito dal calcio di un cavallo e muore. Maggie, ora ufficialmente capo di Hilltop democraticamente eletto, comunica la notizia ai genitori del ragazzo che, insofferenti, lamentano di avere perso un figlio per aiutare i Salvatori che in passato hanno sempre maltrattato Hilltop. Al Santuario Rick scopre che tra i Salvatori ci sono dissidenti che vorrebbero il ritorno di Negan e Daryl gli dice che non vuole più guidare la comunità poiché non vi si trova bene e ritiene sia destinata a collassare. Più tardi Michonne propone di creare uno statuto tra le comunità per stabilire linee guida e punizioni per i crimini e Rick ritiene sia una buona idea. A Hilltop Gregory fa ubriacare il padre di Ken e lo sobilla per uccidere Maggie, attirandola in un'imboscata; la ragazza riesce tuttavia a sopravvivere aiutata dalle persone accorse e fronteggia Gregory che cerca di pugnalarla, ma viene disarmato. Carol comunica a Ezekiel che rimarrà al Santuario come nuovo capo. Rick e gli altri si recano a Hilltop per chiedere a Maggie un'altra volta aiuto per il Santuario. La ragazza tuttavia dice che da ora in poi daranno cibo ai Salvatori solo in cambio di lavoro e carburante; la notte Maggie fa poi impiccare Gregory per il tentato omicidio diffidando la comunità dal commettere crimini.
- Guest star: Cooper Andrews (Jerry), Brett Butler (Tammy Rose), John Finn (Earl Sutton), Sydney Park (Cyndie), Elizabeth Ludlow (Arat), Zach McGowan (Justin), Lindsley Register (Laura), Traci Dinwiddie (Regina), Jon Eyez (Potter).
- Altri interpreti: James Chen (Kal), Matt Mangum (D.J.), Chloe Aktas (Tanya), Gustavo Gomez (Marco), AJ Achinger (Ken Sutton), Courtney Patterson (Mel).
- Nota: l'episodio ha una durata di 59 minuti, 17 minuti in più rispetto a un episodio regolare.
- Ascolti USA: telespettatori 6.076.000 – rating 18-49 anni 2,5%[4]

## Il ponte
- Titolo originale: The Bridge
- Diretto da: Daisy von Scherler Mayer
- Scritto da: David Leslie Johnson

### Trama
Le comunità riunite stanno ricostruendo un ponte distrutto da una tempesta incontrando difficoltà riguardo alle riserve di cibo. Justin, un Salvatore che lavora al ponte, fa a pugni con Daryl che difende Henry dai soprusi dell'uomo e tocca a Rick calmare gli animi. Intanto Michonne si reca a Hilltop per chiedere a Maggie di consegnare le provviste in eccesso, nonostante l'etanolo inviato dai Salvatori non sia ancora arrivato; Maggie rifiuta e si trova alle prese con la madre di Ken, che insiste per vedere il marito Earl ora in prigione. Spronata da Jesus, Maggie decide di farli incontrare e, ascoltata la storia e i problemi di alcolismo di Earl, decide di dargli un'altra possibilità poiché anche suo padre era stato un alcolista. Maggie concede poi a Michonne le provviste, dimostrandosi concorde nel creare uno statuto comune di leggi. Al ponte nel frattempo Rick parla con Alden scoprendo che diversi Salvatori sono scomparsi, ma non sono tornati al Santuario pur avendo famiglia. Intanto a causa di una detonazione per liberare una frana si avvicina una mandria, ma uno degli incaricati a distrarla risulta mancante; i vaganti raggiungono gli operai e nella lotta Aaron finisce con un braccio schiacciato da un tronco ed Enid, diventata medico dell'accampamento, è costretta ad amputarglielo. Daryl scopre che è Justin che non ha attirato lontano la mandria e lo aggredisce venendo fermato da Carol; Justin si lamenta con Rick che invece lo scaccia dall'accampamento. La sera Carol accetta la proposta di Ezekiel, mentre Anne si avvicina a padre Gabriel. Rick si reca da Negan dicendogli che sta andando tutto bene, ma egli ribatte che sta solo preparando il mondo al suo ritorno. La notte, sul posto di guardia, Anne nota un elicottero in volo, mentre nei boschi Justin incontra qualcuno che riconosce, ma viene colpito improvvisamente.
- Guest star: Cooper Andrews (Jerry), Brett Butler (Tammy Rose), John Finn (Earl Sutton), Rhys Coiro (Jed), Sydney Park (Cyndie), Elizabeth Ludlow (Arat), Zach McGowan (Justin), Lindsley Register (Laura), Macsen Lintz (Henry), Kerry Cahill (Dianne), Nicole Barré (Kathy), Traci Dinwiddie (Regina), Nadine Marissa (Nabila).
- Altri interpreti: Briana Venskus (Beatrice).
- Ascolti USA: telespettatori 4.497.000 – rating 18-49 anni 2,0%[5]

## Segnali d'allarme
- Titolo originale: Warning Signs
- Diretto da: Dan Liu
- Scritto da: Corey Reed

### Trama
Mentre Rick e Michonne parlano di avere un bambino e trascorrono la giornata con Judith, Justin viene trovato morto e i Salvatori che lavorano al ponte protestano vivamente sostenendo che sia una vendetta e di non essere al sicuro poiché privati delle armi. Rick accorre e riesce a calmare gli animi, poi inizia a indagare ordinando a Gabriel di sorvegliare Anne, mentre rivela a Daryl che Justin è stato ucciso da una freccia o un dardo. Dopo essersi divisi per perlustrare il bosco Arat, un'altra Salvatrice, viene rapita e a coppie si mettono a cercarla. Nel frattempo Anne torna alla discarica e contatta con una radio il pilota dell'elicottero sostenendo di avere pagato i suoi debiti, ma l'uomo dissente dicendo che dovrà portargli l'indomani un "A"; Gabriel, che l'aveva seguita di nascosto, si mostra e le fa ammettere che in passato aveva scambiato persone per provviste, ma ora gli propone di fuggire insieme con la condizione di non dirlo a nessuno. Gabriel rifiuta e la donna, che lo aveva considerato un "B", lo tramortisce. Intanto nei boschi due Salvatori tendono un'imboscata a Rick e Carol per farsi consegnare le armi, ma i due riescono a ribaltare la situazione ferendone uno e riportandoli al campo. Nel frattempo Maggie e Daryl trovano una freccia e quest'ultimo intuisce chi ci sia dietro le sparizioni: le donne di Oceanside. I due le rintracciano mentre stanno per giustiziare Arat per avere ucciso il fratello di Cyndie; inizialmente tentano di farle ragionare, ma Cyndie spiega che con l'impiccagione di Gregory Maggie ha mostrato loro che è giusto punire chi ha commesso crimini. Davanti poi al crudele resoconto di come abbia ucciso un ragazzo di undici anni, Maggie e Daryl lasciano compiere la loro vendetta alle donne. Il mattino dopo i Salvatori abbandonano l'accampamento mentre Maggie dice a Daryl che hanno dato una possibilità a Rick, ma è ora di uccidere Negan.
- Guest star: Cooper Andrews (Jerry), Rhys Coiro (Jed), Sydney Park (Cyndie), Elizabeth Ludlow (Arat), Zach McGowan (Justin), Lindsley Register (Laura), Kerry Cahill (Dianne), Traci Dinwiddie (Regina), Nicole Barré (Kathy), Nadine Marissa (Nabila), Kenric Green (Scott).
- Altri interpreti: James Chen (Kal), Matt Mangum (D.J.), Briana Venskus (Beatrice), Aaron Farb (Norris), Mimi Kirkland (Rachel Ward), Chloe Garcia-Frizzi (Judith Grimes).
- Ascolti USA: telespettatori 5.037.000 – rating 18-49 anni 1,9%[6]

## Obbligati
- Titolo originale: The Obliged
- Diretto da: Rosemary Rodriguez
- Scritto da: Geraldine Inoa

### Trama
Ad Alexandria Michonne trascorre le sue giornate tranquillamente, uscendo la notte per uccidere i vaganti nei boschi. Maggie parte da Hilltop per andare ad Alexandria a occuparsi di Negan: Jesus prova a farla desistere senza successo, quindi avverte Rick che cerca di avvisare via radio la comunità di non farla entrare, ma il messaggio non arriva a destinazione perché Maggie era d'accordo con le staffette. Daryl si offre di accompagnarlo in moto, ma cambia strada e quando Rick se ne accorge lo affronta: i due si azzuffano e finiscono in una fossa dove hanno modo di confrontarsi sulle diverse opinioni. Ad Alexandria intanto Negan inizia uno sciopero della fame e Michonne vuole obbligarlo a mangiare; l'uomo cerca di parlare con lei e di convincerla che loro due sono simili, ma la donna ribatte che a differenza sua lei crede in un futuro migliore. Nel frattempo alla discarica Anne intende fare trasformare Gabriel perché sia il suo biglietto per andarsene, ma, commossa dalle sue parole, decide di liberarlo fuggendo da sola. Intanto all'accampamento alcuni Salvatori si presentano armati per requisire altre armi, coscienti che le donne di Oceanside si stanno vendicando. Carol cerca di disarmarli, ma ne scaturisce uno scontro a fuoco che attira i vaganti, alcuni dei quali finiscono nella fossa di Rick e Daryl, ma essi riescono comunque a uscire. I due si dividono e Rick cerca di attirare una mandria lontano dall'accampamento, ma il suo cavallo si imbizzarrisce quando si imbattono in un'altra mandria che sta confluendo nello stesso punto e lui finisce infilzato su un tondino per cemento armato.
- Guest star: Cooper Andrews (Jerry), Rhys Coiro (Jed), Kerry Cahill (Dianne), Nicole Barré (Kathy), Traci Dinwiddie (Regina).
- Altri interpreti: Briana Venskus (Beatrice), Matt Mangum (D.J.), Mimi Kirkland (Rachel Ward), Tamara Austin (Nora), Mandi Christine Kerr (Barbara), Jennifer Riker (Mrs. Robinson), Aaron Farb (Norris), Chloe Garcia-Frizzi (Judith Grimes)[7].
- Ascolti USA: telespettatori 5.095.000 – rating 18-49 anni 2,0%[8]

## Cosa c'è dopo
- Titolo originale: What Comes After
- Diretto da: Greg Nicotero
- Scritto da: Scott M. Gimple e Matthew Negrete (soggetto); Matthew Negrete (sceneggiatura)

### Trama
Rick riesce a rialzarsi e a rimontare a cavallo, cercando di sfuggire alla mandria di vaganti. Nel frattempo Maggie arriva ad Alexandria e convince Michonne a darle le chiavi della cella di Negan per poterlo uccidere. Tuttavia, quando egli la implora di ucciderlo per potersi ricongiungere a sua moglie Lucille, lo risparmia pensando sia una punizione migliore. Mentre esce viene avvisata della sparatoria all'accampamento e accorre insieme a Michonne. Intanto Rick ha continui svenimenti per l'emorragia, avendo visioni di Shane, Hershel e Sasha che lo spronano a svegliarsi e proseguire. Rick si ritrova all'accampamento ormai abbandonato e conduce la mandria sul ponte con la speranza che esso crolli, ma senza successo. In suo aiuto arrivano da lontano Daryl e gli altri che, vedendolo braccato dalla mandria, si affrettano a raggiungerlo. Tuttavia Rick, non volendo metterli in pericolo, nota la dinamite sul ponte e con essa lo fa esplodere e con lui la mandria. A valle del fiume Anne, stranamente in possesso del camper di Heath, sente alla radio le notizie del ponte e nota ferito Rick poco distante sull'argine. Contatta quindi il pilota dell'elicottero che sta atterrando dicendo di avere un soggetto "B", ma forte, da salvare. Il pilota accetta di prelevare entrambi e Anne promette a Rick che starà bene e che verrà curato. Sei anni dopo un gruppo di sopravvissuti guidati da Magna viene salvato da una mandria di zombie da una ora cresciuta Judith Grimes.
- Special guest star: Jon Bernthal (Shane Walsh), Sonequa Martin-Green (Sasha), Scott Wilson (Hershel Greene).
- Guest star: Eleanor Matsuura (Yumiko), Dan Fogler (Luke), Cooper Andrews (Jerry), Nadia Hilker (Magna), Lauren Ridloff (Connie), Cailey Fleming (Judith Grimes a 9 anni), Sydney Park (Cyndie), Kerry Cahill (Dianne), Nicole Barré (Kathy), Traci Dinwiddie (Regina), Kenric Green (Scott).
- Altri interpreti: Briana Venskus (Beatrice), Angel Theory (Kelly), Chloe Garcia-Frizzi (Judith Grimes a 3 anni).
- Ascolti USA: telespettatori 5.414.000 – rating 18-49 anni 2,1%[9]

## Chi sei adesso?
- Titolo originale: Who Are You Now?
- Diretto da: Larry Teng
- Scritto da: Eddie Guzelian

### Trama
Sono passati sei anni dalla scomparsa di Rick e le comunità si sono evolute, ma sono rimaste divise. Magna e il suo gruppo con l'insistenza di Judith vengono condotti ad Alexandria, dove sono privati delle armi e tenuti in cella fino alla decisione del consiglio sull'accoglierli o meno. Il giorno dopo il gruppo viene interrogato per capire se si possono fidare: sebbene inizialmente sembrino fidati Michonne mostra che Magna ha mentito per non rivelare che è stata una carcerata e ha un coltello nascosto nella cintura. Intanto Eugene e Rosita escono da Alexandria per posizionare un ripetitore per la radio di padre Gabriel, ma dopo averlo fatto si imbattono in una mandria e cercano di sfuggirle nonostante Eugene si sia ferito alla gamba. Intanto Carol ed Henry, ormai adottato come figlio con Ezekiel, si dirigono a Hilltop, ma cadono in una trappola di alcuni Salvatori che dopo la caduta del Santuario vivono come banditi. Dopo averli depredati delle provviste e della fede nuziale decidono tuttavia di risparmiarli come Carol aveva fatto in passato con loro. Henry si lamenta perché la madre adottiva non ha provato a reagire, ma nella notte Carol rintraccia gli ex Salvatori e, mentre dormono, li cosparge di benzina e li brucia perché li ha visti in possesso di cose appartenute a gente uscita e mai ritornata. Ad Alexandria il gruppo di Magna discute sul da farsi e chiedono a lei di consegnare anche la lama contenuta nella collana che porta al collo. Magna vorrebbe combattere pur di restare, ma quando vede che Michonne ha un figlio, le consegna la collana come segno di buona volontà; l'indomani il gruppo viene comunque allontanato, ma Michonne decide di accompagnarli con Siddiq a Hilltop dicendo che forse lì li accoglieranno. Nel frattempo Carol e Henry si incontrano con Daryl, mentre Rosita e Eugene, per sfuggire ai vaganti, si nascondono mimetizzandosi nel fango sentendo che incredibilmente i vaganti mormorano di non lasciarli scappare.
- Guest star: Eleanor Matsuura (Yumiko), Dan Fogler (Luke), Cooper Andrews (Jerry), Nadia Hilker (Magna), Rhys Coiro (Jed), Lauren Ridloff (Connie), Cailey Fleming (Judith Grimes), Matt Lintz (Henry), Traci Dinwiddie (Regina), Lindsley Register (Laura).
- Altri interpreti: Matt Mangum (D.J.), Angel Theory (Kelly), Tamara Austin (Nora), Anabelle Holloway (Gracie), Antony Azor (R.J. Grimes).
- Ascolti USA: telespettatori 5.396.000 – rating 18-49 anni 2,0%[10]

## Stradivari
- Titolo originale: Stradivarius
- Diretto da: Michael Cudlitz
- Scritto da: Vivian Tse

### Trama
Carol chiede a Daryl di accompagnarli a Hilltop, ma l'uomo è restio e vive nei boschi con un cane da ormai diverso tempo cercando invano il corpo di Rick. Intanto Michonne, con Siddiq e D.J., accompagna il gruppo di Magna al loro accampamento distrutto, verificando la loro storia e dicendo che però lei non li accompagnerà personalmente a Hilltop e terrà le loro armi. Qui nel frattempo Maggie se ne è andata con il figlio da tempo per unirsi al gruppo di Georgie e Jesus è il nuovo leader della comunità. Egli mal sopporta le responsabilità e si incontra segretamente nel bosco con Aaron per scambiare informazioni, quando i due avvistano un razzo di segnalazione e trovano Rosita ferita che dice loro che Eugene è nascosto in un fienile. Michonne e gli altri si accampano per la notte e la donna, sempre sospettosa, distrugge per errore un violino originale Stradivari di Luke. La mattina il gruppo è attaccato da una mandria e Magna e Yumiko si fanno riconsegnare loro le armi per farsi strada e fuggire; lungo la strada incontrano degli emissari di Hilltop che li avvertono di Rosita, così Michonne decide di proseguire con loro. Nel frattempo Daryl decide di accompagnare Carol ed Henry a Hilltop, dove viene a sapere anch'egli di Rosita ed esce quindi alla ricerca di Eugene insieme a Jesus e Aaron.
- Guest star: Eleanor Matsuura (Yumiko), Dan Fogler (Luke), Nadia Hilker (Magna), Lauren Ridloff (Connie), Matt Lintz (Henry), Kerry Cahill (Dianne), C. Thomas Howell (Abitante di Hilltop).
- Altri interpreti: Angel Theory (Kelly), James Chen (Kal), Karen Ceesay (Bertie), Matt Mangum (D.J.), Anthony Lopez (Oscar), Jackson Pace (Gage), Kelley Mack (Addy).
- Ascolti USA: telespettatori 4.794.000 – rating 18-49 anni 1,8%[11]

## Sussurri
- Titolo originale: Evolution
- Diretto da: Michael E. Satrazemis
- Scritto da: David Leslie Johnson-McGoldrick

### Trama
Siddiq e gli altri raggiungono Hilltop, dove vengono accolti freddamente e con diffidenza, venendo a sapere di quanto accaduto a Rosita. Tara decreta che il gruppo di Magna dovrà aspettare il ritorno di Jesus per decidere se potranno restare. Carol chiede a Michonne di fare partecipare Alexandria alla fiera che il Regno sta organizzando, ma Michonne rifiuta dicendo che deve pensare alla sua gente. Henry intanto comincia a lavorare come fabbro, ricevendo però subito una delusione amorosa quando vede Enid baciare Alden. La sera esce di nascosto con altri ragazzi e si ubriaca, finendo per farsi arrestare e dovendo chiedere il perdono di Earl che glielo concede dicendogli che è successo anche a lui. Ad Alexandria, intanto, Negan si accorge che Gabriel ha lasciato la porta della cella aperta distratto dalle notizie su Rosita, e ne approfitta per allontanarsi. Nel frattempo Daryl, Aaron e Jesus trovano Eugene in un fienile e cercano di portarlo in salvo braccati da una mandria che, a detta di quest'ultimo, sa parlare poiché i vaganti si stanno evolvendo. Rosita intanto si risveglia allarmata dicendo che Daryl e gli altri non sanno cosa stanno fronteggiando e hanno bisogno di aiuto. Nel frattempo Daryl decide di rimanere indietro per distrarre la mandria, ma quando cerca di farlo i vaganti lo ignorano per inseguire gli altri. Aaron, Jesus e Eugene attraversano un cimitero per cercare di seminare i vaganti, ma rimangono intrappolati da un cancello bloccato, costringendoli a difendersi dai vaganti, mentre li sentono sussurrare. I tre vengono soccorsi dai sopraggiunti Michonne, Magna, Yumiko e Daryl, ma quando Jesus sta per uccidere l'ultimo vagante esso lo schiva e lo trafigge con una lunga lama. Altri di questi vaganti sopraggiungono correndo armati, ma vengono tutti uccisi. Mentre Aaron apprende con dolore della morte di Jesus Daryl scopre che questi "vaganti" sono in realtà uomini che indossano una maschera: i Sussurratori si avvicinano nell'oscurità e il gruppo si stringe in cerchio per combattere la minaccia.
- Guest star: Eleanor Matsuura (Yumiko), Dan Fogler (Luke), Nadia Hilker (Magna), John Finn (Earl Sutton), Lauren Ridloff (Connie), Matt Lintz (Henry), Kerry Cahill (Dianne).
- Altri interpreti: Angel Theory (Kelly), James Chen (Kal), Matt Mangum (D.J.), Mandi Christine Kerr (Barbara), Jackson Pace (Gage), Kelley Mack (Addy), Joe Ando Hirsh (Rodney).
- Ascolti USA: telespettatori 5.089.000 – rating 18-49 anni 2,0%[12]

## Adattarsi
- Titolo originale: Adaptation
- Diretto da: Greg Nicotero
- Scritto da: Corey Reed

### Trama
Il gruppo di Daryl elimina il gruppo di Sussurratori che li attacca insieme ai vaganti e si ritira portando via il corpo di Jesus. La mattina a Hilltop, su indicazione di Tara, Alden esce a cercare gli altri accompagnato da Luke del gruppo di Magna. Intanto Daryl e gli altri si imbattono in un altro gruppo di vaganti e Sussurratori, ma riescono a eliminarli e catturare una ragazza. Nel frattempo Negan cerca di uscire da Alexandria scavalcando le mura, ma viene intercettato da Judith che gli intima di tornare in cella poiché non c'è nulla al di fuori. L'uomo però la convince a lasciarlo andare con la promessa che non l'avrebbe più rivisto e si dirige al Santuario, trovandolo tuttavia abbandonato e desolato. Daryl e gli altri tornano a Hilltop e chiudono in cella la ragazza, mentre Jesus viene seppellito; Michonne parte per Alexandria con Aaron e gli altri per avvisare la comunità della nuova minaccia, mentre Eugene tenta di dichiararsi a Rosita, ma la ragazza si allontana prima che possa farlo e confessa a Siddiq di essere incinta di lui. Daryl nel frattempo interroga la prigioniera minacciando di impiccarla, ma la ragazza è terrorizzata e implora per la sua vita dando solo poche informazioni e viene difesa da Henry, che viene rimproverato da Daryl per essersi intromesso. Quando egli si allontana Henry e la ragazza, di nome Lydia, iniziano a parlare ignari che Daryl li sta ascoltando di nascosto. Nel frattempo Negan torna verso Alexandria capendo che fuori non c'è più nulla per lui; si imbatte in Judith e ammette che aveva ragione. Intanto Alden e Luke, inconsapevoli del ritorno dei loro compagni, trovano delle frecce di Yumiko e le seguono pensando sia una traccia lasciata per guidarli, ma finiscono in un'imboscata dei Sussurratori e una donna travestita da vagante punta un fucile contro di loro.
- Guest star: Eleanor Matsuura (Yumiko), Dan Fogler (Luke), Nadia Hilker (Magna), Brett Butler (Tammy Rose), Cailey Fleming (Judith Grimes), Matt Lintz (Henry), Cassady McClincy (Lydia).
- Altri interpreti: Matt Mangum (D.J.), Karen Ceesay (Bertie), Anthony Lopez (Oscar), Gustavo Gomez (Marco).
- Ascolti USA: telespettatori 5.156.000 – rating 18-49 anni 2,0%[13]

## Omega
- Titolo originale: Omega
- Diretto da: David Boyd
- Scritto da: Channing Powell

### Trama
Lydia racconta del suo passato a Henry dicendogli che suo padre è morto e sua madre l'ha invece tenuta in vita. Henry inizia a parlare del Regno, così Daryl irrompe per portarlo fuori, rimproverandolo per avere svelato informazioni a un nemico, ma Henry ribatte che sia una brava persona. Daryl torna da Lydia e cerca, questa volta con gentilezza, di avere informazioni sul suo gruppo, ma la ragazza gli racconta invece di come suo padre sia morto per salvarla da un vagante e lo consideri un debole. Nel frattempo Tara e il gruppo di Magna escono per cercare Alden e Luke, ma trovano i loro cavalli scuoiati e Tara decide di tornare a Hilltop per riorganizzarsi. La notte il gruppo di Magna esce di nascosto per cercare Luke, insofferente perché non stanno facendo nulla per salvare il loro compagno, ma incontrano solo vaganti. Henry nel frattempo fa uscire di cella Lydia per mostrarle la bellezza di Hilltop: la ragazza sta per colpirlo alle spalle per fuggire, quando sente un bambino piangere che fa affiorare ricordi sopiti e gli chiede di riportarla in cella e farle compagnia. La mattina dopo, quando giunge Daryl, la ragazza confessa che stava cercando di ottenere informazioni da loro per riferirle agli altri, fornisce informazioni su un loro accampamento e rivela che sua madre le aveva mentito sul padre, uccidendolo perché lo riteneva debole. Nel frattempo il gruppo di Magna sta rientrando a Hilltop quando un gruppo di Sussurratori si avvicina rapidamente: Connie rimane tagliata fuori e si nasconde nel campo di granoturco, mentre la madre di Lydia, affermando di chiamarsi Alpha, proclama che è lì per riavere sua figlia.
- Guest star: Eleanor Matsuura (Yumiko), Nadia Hilker (Magna), Steve Kazee (Frank), Lauren Ridloff (Connie), Matt Lintz (Henry), Cassady McClincy (Lydia).
- Altri interpreti: Angel Theory (Kelly), James Chen (Kal), Gustavo Gomez (Marco), Scarlett Blum (Lydia da bambina), Javier Carrasquillo (Matias), Quinn Bozza (Cyrus), Ashlyn Stallings (Amanda), Caroline Arapoglou (Rose), Jerry Mortel (Lamar).
- Ascolti USA: telespettatori 4.538.000 – rating 18-49 anni 1,7%[14]

## Ricompensa
- Titolo originale: Bounty
- Diretto da: Meera Menon
- Scritto da: Matthew Negrete

### Trama
In un flashback, Jesus e Tara effettuano uno scambio con Ezekiel, Carol e Jerry, consegnando loro anche lo statuto delle comunità ancora da firmare. Al presente i membri del Regno vanno a caccia di alci, poi entrano in un vecchio cinema nel tentativo di recuperare una cornice per lo statuto e una lampada per il proiettore da usare durante la fiera che stanno organizzando. Nel frattempo a Hilltop Daryl fronteggia Alpha minacciando di annientarli, ma rimane interdetto da una donna dei Sussurratori che ha con sé un neonato; Alpha propone quindi di consegnare Alden e Luke in cambio di Lydia, ma quando Daryl va a prenderla, scopre che Henry l'ha fatta scappare. Intanto all'esterno il neonato comincia a piangere e Alpha ordina di lasciarlo in pasto ai vaganti che sta attirando. Connie se ne accorge e corre a salvarlo, poi si rifugia nel campo di granoturco braccata dai vaganti e viene messa in salvo da Daryl, Magna e altri usciti per soccorrerla. Intanto Enid rintraccia Henry e cerca di convincerlo a consegnare Lydia per salvare Alden e Luke: la stessa Lydia accetta di tornare con i Sussurratori dopo avere baciato Henry e lo scambio di prigionieri avviene senza altri intoppi. Nel frattempo, seppure con qualche inconveniente, i membri del Regno recuperano la cornice e la lampada, tornando alla comunità vittoriosi. La notte Henry si allontana per andare a cercare Lydia, così Daryl e Connie escono alla sua ricerca.
- Guest star: Eleanor Matsuura (Yumiko), Dan Fogler (Luke), Cooper Andrews (Jerry), Nadia Hilker (Magna), Brett Butler (Tammy Rose), John Finn (Earl Sutton), Lauren Ridloff (Connie), Matt Lintz (Henry), Cassady McClincy (Lydia), Kerry Cahill (Dianne), Nadine Marissa (Nabila).
- Altri interpreti: Angel Theory (Kelly), Gustavo Gomez (Marco), Kelley Mack (Addy), Jason Graham (William), Ethan Patterson (Rasmus), Emily Lane (Frances).
- Ascolti USA: telespettatori 4.386.000 – rating 18-49 anni 1,7%[15]

## Guardiani
- Titolo originale: Guardians
- Diretto da: Michael E. Satrazemis
- Scritto da: LaToya Morgan

### Trama
Alpha chiede a Lydia cosa ha scoperto a Hilltop, ma la ragazza riferisce solo informazioni vaghe e parziali. Intanto ad Alexandria Michonne discute con Gabriel e il resto del consiglio che la accusano, come capo della sicurezza, di mettere sempre il veto sulle loro decisioni, inficiando la loro funzione. Più tardi Gabriel discute con Rosita della sua gravidanza, mettendo in crisi il loro rapporto, ricevendo tuttavia l'incoraggiamento di Eugene che lo esorta a non lasciare la donna poiché fortunato ad averla. Nei boschi intanto Henry viene catturato dai Sussurratori mentre li spia ed è costretto ad ammettere che è venuto per Lydia. Nel frattempo ad Alexandria Michonne visita Negan nella sua cella per chiedergli perché è tornato: egli dice di essere cambiato e le offre il suo aiuto per governare la comunità, considerandola il vero e unico leader del gruppo. I Sussurratori intanto arrivano al loro campo dove Alpha viene affrontata da una coppia del gruppo che mette in discussione la sua leadership: la donna tuttavia li intimidisce e poi li uccide a sangue freddo proclamando che sono deboli. Poco lontano, intanto, Daryl e Connie seguendo le tracce arrivano in vista del campo. Nel frattempo ad Alexandria Gabriel torna da Rosita, mentre Michonne, colpita dalle parole di Judith, comunica ad Aaron che ha deciso di togliere il suo veto sul mandare una delegazione alla fiera organizzata del Regno. La notte Alpha ordina a Lydia di uccidere Henry per dimostrare la sua lealtà: la ragazza esita e improvvisamente dei vaganti attaccano i Sussurratori senza maschera. Gli altri le indossano e cercano di allontanarli, mentre nella confusione Daryl e Connie, anch'essi mascherati, afferrano Henry, che a sua volta afferra Lydia, e insieme scappano.
- Guest star: Lauren Ridloff (Connie), Cassady McClincy (Lydia), Lindsley Register (Laura), Cailey Fleming (Judith Grimes), Matt Lintz (Henry), Ryan Hurst (Beta).
- Altri interpreti: Anabelle Holloway (Gracie), Tamara Austin (Nora), Benjamin Keepers (Sean), David Ury (Zion), Antony Azor (R.J. Grimes), Allie McCulloch (Helen), Ethan Patterson (Rasmus), Evan Cleaver (Sussurratore), Kristin Erickson (Sussurratrice).
- Ascolti USA: telespettatori 4.708.000 – rating 18-49 anni 1,7%[16]

## Punto di sbarramento
- Titolo originale: Chokepoint
- Diretto da: Liesl Tommy
- Scritto da: Eddie Guzelian e David Leslie Johnson-McGoldrick

### Trama
Dopo la fuga dai Sussurratori, Daryl, Henry, Lydia e Connie discutono su dove dirigersi e alla fine è quest'ultima a decidere per il gruppo. Nel frattempo al Regno la fiera sta per iniziare, ma Jerry e Dianne arrivano dicendo di essere stati rapinati da un gruppo che si fa chiamare "Banditi" che con una lettera esigono un pedaggio a chi userà la strada. Ezekiel e un gruppo di guerrieri rintraccia la base dei Banditi per eliminarli, ma Carol li convince a usare prima la diplomazia: inizialmente i due gruppi si fronteggiano con intenzioni ostili, ma Carol offre loro di lavorare per tenere sicure le strade e in cambio avere libero accesso alla fiera. Inizialmente Ozzy, il loro leader, ride della proposta, ma viene convinto quando Carol gli dice che hanno un cinema funzionante. Nel frattempo Connie conduce gli altri in un edificio abbandonato dove asserragliarsi e affrontare i Sussurratori che li stanno inseguendo senza che possano usare i vaganti. Intanto la carovana di Hilltop guidata da Tara e Magna rimane bloccata da un tronco sulla strada e mentre cerca di liberarla viene assalita da alcuni vaganti: grazie anche all'aiuto dei sopraggiunti Banditi di Ozzy, riescono a eliminarli e arrivare tutti salvi al Regno. Nel frattempo i Sussurratori guidati da Beta, il più forte di loro, attacca l'edificio con Daryl e gli altri. Henry viene ferito a una gamba, ma grazie anche all'aiuto di Lydia i Sussurratori vengono sgominati. Daryl affronta nel corpo a corpo Beta, e con uno stratagemma lo fa precipitare nella tromba dell'ascensore. Il gruppo decide di dirigersi ad Alexandria per medicare Henry e poi proseguire, mentre Beta
si rialza ancora vivo e furibondo.
- Guest star: Eleanor Matsuura (Yumiko), Cooper Andrews (Jerry), Ryan Hurst (Beta), Nadia Hilker (Magna), Brett Butler (Tammy Rose), John Finn (Earl Sutton), Angus Sampson (Ozzy), Lauren Ridloff (Connie), Cassady McClincy (Lydia), Kerry Cahill (Dianne), Matt Lintz (Henry), Nadine Marissa (Nabila).
- Altri interpreti: Angel Theory (Kelly), James Chan (Kal), Anthony Lopez (Oscar), Jackson Pace (Gage), Kelley Mack (Addy), Joe Ando Hirsh (Rodney), Ben Vandermey (Sussurratore morso), Terri James (Sussurratrice), Victor Cordova (Sussurratore).
- Ascolti USA: telespettatori 4.831.000 – rating 18-49 anni 1,8%[17]

## Cicatrici
- Titolo originale: Scars
- Diretto da: Millicent Shelton
- Scritto da: Corey Reed e Vivian Tse

### Trama
Daryl e gli altri arrivano ad Alexandria per far medicare Henry. Michonne suggerisce a Lydia che se se ne andasse gli altri sarebbero al sicuro lasciandola pensierosa. Dopo che Daryl e gli altri partono per il Regno, Michonne si accorge che Judith è scomparsa e interroga Negan in proposito. I due discutono e Negan accusa la donna di non essere diretta con la bambina e se lo fosse saprebbe che è determinata come Rick e Carl. Michonne intuisce che Judith è uscita per aiutare Daryl e gli altri, trovando un biglietto che lo conferma. In un flashback risalente a poco dopo la scomparsa di Rick, Michonne incinta accolse ad Alexandria la sua vecchia amica Jocelyn e un gruppo di bambini che viaggiava con lei. La donna tuttavia pochi giorni dopo rubò provviste, medicine e rapì Judith e gli altri bambini della comunità per portarli con sé. Michonne e Daryl li rintracciarono, ma furono catturati e marchiati a fuoco come rito di iniziazione che la donna imponeva ai bambini per renderli forti. Riusciti a liberarsi, Michonne fu costretta a uccidere Jocelyn e gli altri bambini per salvare Judith e gli altri prigionieri: questa vicenda la tormentò negli anni seguenti anche per l'impatto che ebbe su Judith. Al presente Michonne rintraccia la figlia adottiva e ha finalmente modo di confrontarsi con lei sulla questione, scoprendo che la bambina aveva compreso cosa fosse accaduto e riteneva che avesse agito nel modo giusto. Judith le rimprovera solamente che quell'episodio l'avesse portata a non fidarsi delle altre comunità e persone nonostante volesse bene a Daryl, Carol, Maggie e tutti gli altri. Michonne e Judith raggiungono quindi Daryl, Connie, Henry e Lydia diretti al Regno. Nel frattempo poco distante, due Sussurratori nascosti osservano l'ingresso del Regno.
- Guest star: Rutina Wesley (Jocelyn), Lauren Ridloff (Connie), Cassady McClincy (Lydia), Lindsley Register (Laura), Cailey Fleming (Judith Grimes), Kenric Green (Scott), Matt Lintz (Henry).
- Altri interpreti: Chloe Garcia-Frizzi (Judith Grimes a 3 anni), Anabelle Holloway (Gracie), Antony Azor (R.J. Grimes), Elyse DuFour (Frankie), Joey Simon (Mitchell), Luke David Blumm (Linus), Jessi Goei (Gina), Elle Graham (Winnie), Jonathan Billions (Marcus), Emma Coulter (Sussurratrice).
- Ascolti USA: telespettatori 4.566.000 – rating 18-49 anni 1,7%[18]

## La quiete prima della tempesta
- Titolo originale: The Calm Before
- Diretto da: Laura Belsey
- Scritto da: Geraldine Inoa e Channing Powell

### Trama
Un secondo gruppo di Hilltop si dirige alla fiera con prodotti di artigianato, ma viene attaccato dai Sussurratori e Alpha fa lo scalpo a una di loro. Intanto al Regno Ezekiel inaugura la fiera con un discorso sull'unità tra le comunità come voluto da Rick, Carl e Jesus. Poco dopo arrivano anche Daryl e gli altri, così tutti i leader delle comunità si riuniscono per parlare: decretano di dare asilo a Lydia e un patto di protezione reciproca tra le comunità, firmando il famoso statuto conservato da Ezekiel. Mentre la fiera prosegue, un gruppo di guerrieri lascia il Regno per dirigersi a Hilltop e proteggerla da eventuali ritorsioni dei sussurratori; sulla strada incontrano Ozzy che mostra loro i resti della carovana di Hilltop attaccata. Daryl, Carol, Michonne e Yumiko seguono le tracce alla ricerca di eventuali sopravvissuti, ma cadono in un'imboscata dei Sussurratori e vengono catturati. Intanto al Regno, camuffata usando i vestiti e i capelli della donna della carovana, Alpha si mischia fra la gente e avvicina Lydia per portarla via, ma la ragazza rifiuta dicendo che vuole rimanere e le chiede di andarsene perché non vuole dare l'allarme e farla uccidere. All'alba Alpha, dopo avere raggiunto gli altri, prende con sé Daryl e gli mostra un'immensa mandria di vaganti, della quale dice di avere il controllo, e minaccia di scatenarla contro le comunità se entreranno ancora nel loro territorio. Lascia quindi liberi i prigionieri, dicendo che ha marcato il confine. 
Daryl e gli altri sulla via del ritorno trovano Siddiq ferito e legato, mentre più in là, con estremo orrore, a marcare il confine, vedono 10 teste dei loro compagni impalate: Ozzy, Alek, D.J., Frankie, Tammy, Rodney, Addy, Enid, Tara e Henry. Al memoriale per le vittime, Siddiq dice che è stato risparmiato per raccontare l'accaduto e mettere loro paura per farli dividere di nuovo; ma Siddiq decide invece di elogiare come siano tutti morti da eroi, difendendosi l'un l'altro fino all'ultimo anche se fra di loro non si conoscevano.
- Guest star: Eleanor Matsuura (Yumiko), Dan Fogler (Luke), Cooper Andrews (Jerry), Ryan Hurst (Beta), Nadia Hilker (Magna), Brett Butler (Tammy Rose), John Finn (Earl Sutton), Angus Sampson (Ozzy), Lauren Ridloff (Connie), Cassady McClincy (Lydia), Kerry Cahill (Dianne), Cailey Fleming (Judith Grimes), Nadine Marissa (Nabila), Matt Lintz (Henry).
- Altri interpreti: Angel Theory (Kelly), James Chen (Kal), Matt Mangum (D.J.), Anthony Lopez (Oscar), Avianna Mynhier (Rachel Ward), Elyse DuFour (Frankie), Caroline Duncan (Hilde), Jansen Panettiere (Casper), Gustavo Gomez (Marco), Brian Sheppard (Miles), Kelley Mack (Addy), Jackson Pace (Gage), Joe Ando Hirsh (Rodney), Jason Kirkpatrick (Alek), Josh Ventura (Martin).
- Nota: l'episodio ha una durata di 57 minuti, quindici in più rispetto a un episodio regolare.
- Ascolti USA: telespettatori 4.152.000 – rating 18-49 anni 1,5%[19]

## La tempesta
- Titolo originale: The Storm
- Diretto da: Greg Nicotero
- Scritto da: Angela Kang e Matthew Negrete

### Trama
Diversi mesi dopo la fiera l'inverno è arrivato e gli abitanti del Regno organizzano una carovana per rifugiarsi a Hilltop. Accompagnati da Daryl, Aaron, Magna, Alden, Michonne e altri come guardie, attraversano terreni ghiacciati con una tempesta di neve in arrivo. Ezekiel prende in disparte Daryl e gli dice che sarebbe meglio se andasse via con Lydia. Quest'ultima sa di essere un problema e molti continuano a rinfacciarglielo, dunque si allontana con l'intenzione di farsi mordere da un vagante, ma viene raggiunta da Carol. La tempesta peggiora e la carovana decide di rifugiarsi al Santuario per trovare riparo, ma non avendo molte provviste capiscono che devono raggiungere in fretta Hilltop: decidono quindi di attraversare il fiume ghiacciato passando per il territorio dei Sussurratori. Nel frattempo ad Alexandria i residenti si rifugiano in gruppi nelle case dotate di camino. Eugene, Gabriel, Negan, Judith e altri durante la notte scoprono che il loro camino è otturato e farlo funzionare rischia di intossicarli, così attraversano la tormenta per raggiungere un'altra abitazione. Judith sente abbaiare il cane di Daryl e si allontana per recuperarlo, così Negan la segue e porta in salvo entrambi, pur ferendosi a una gamba. La carovana del Regno intanto raggiunge il fiume ghiacciato e lo attraversa mentre viene attaccata da alcuni vaganti sepolti dalla neve, quando Daryl nota che Lydia si è di nuovo allontanata: Carol la rintraccia e la ragazza le chiede di ucciderla perché è colpa sua se Henry e gli altri sono morti, ma la donna la riporta nel gruppo. Al mattino la carovana giunge finalmente a Hilltop e Carol dice a Ezekiel che andrà ad Alexandria, con Daryl, Lydia, Michonne. Quest'ultima, giunta a casa, ringrazia Negan per avere salvato Judith che in risposta non le risparmia il suo solito sarcasmo. Intanto tra i Sussurratori, Alpha si fa frustare da Beta con un ramo per rendersi, a sua detta, più forte. Ezekiel e Judith parlano via radio speranzosi perché pur avendo perso il Regno hanno ritrovato l'unità. Quando chiude la conversazione una comunicazione arriva alla radio di Hilltop chiedendo se ci sia qualcuno dall'altra parte.
- Guest star: Eleanor Matsuura (Yumiko), Ryan Hurst (Beta), Cooper Andrews (Jerry), Nadia Hilker (Magna), Kerry Cahill (Dianne), Cassady McClincy (Lydia), Cailey Fleming (Judith Grimes), Nadine Marissa (Nabila).
- Altri interpreti: Antony Azor (R.J. Grimes).
- Ascolti USA: telespettatori 5.019.000 – rating 18-49 anni 1,9%[20]